# Рудневская волость
Рудневская волость — волость в составе Верейского, Наро-Фоминского и Звенигородского уездов Московской губернии. Существовала до 1923 года. Центром волости было село Руднево.

## История
27 февраля 1922 года Верейский уезд был включён в состав Можайского уезда.
23 октября 1922 года Наро-Фоминский уезд был упразднён. Рудневская волость отошла к Звенигородскому уезду. 28 марта 1923 года Рудневская волость была упразднена, а её территория разделена между Петровской и Наро-Фоминской волостями.

## Состав

### Населенные пункты
На 1905 год 27 населённых пунктов
- Архангельское
- Безскудниково
- Бекасово
- Белоусово
- Глаголево
- Голохвастово
- Долгино
- Жедочи
- Игнатово
- Кузнецово
- Лисинцево
- Лукино
- Малеево
- Мишуткино
- Новая
- Новиково
- Ожигово
- Пожитково
- Разсудово
- Руднево — волостной центр
- Сотниково
- Сырьево
- Федоровское
- Хмырово
- Цахорка
- Шаламово
- Яковлевское

### Сельсоветы
18 апреля 1918 года Рудневская волость, до этого входившая в Верейский уезд, была передана в новообразованный Наро-Фоминский уезд.
По данным 1919 года в Рудневской волости было 26 сельсоветов: Акуловский, Алымовский, Архангельский, Афанасовский, Бекасово-Пожитковский, Белоусовский, Глаголово-Мишуткинский, Голохвостовский, Долгинский, Жедочинский, Ивановский, Игнатовский, Капустинский, Кузнецовский, Лисинцевский, Лукинский, Малеевский, Новиковский, Ожигово-Пахорский, Рассудовский, Рудневский, Сотниковский, Федоровский, Хмыревский, Шеломовский, Яковлевский.
В 1921 году Афанасовский, Бекасово-Пожитковский, Голохвостовский, Ивановский, Хмыревский и Шеломовский с/с были присоединены к Архангельскому с/с; Игнатковский, Лисинцевский, Малеевский и Новиковский — к Лукинскому; Белоусовский, Долгинский, Сотниковский и Федоровский — к Рудневскому; Жедочинский — к Глаголово-Мишутинскому (переименованному при этом в Глаголевский); Кузнецовский, Рассудовский и Яковлевский — к Ожигово-Пахорскому (переименованному при этом в Рыжковский). Были упразднены Акуловский, Алымовский и Капустинский с/с.